# 1960 en Belgique
Chronologie de la Belgique
- 1956
- 1957
- 1958
- 1959
- 1960
- 1961
- 1962
- 1963
- 1964

Cette page recense des événements qui se sont produits durant l'année 1960 en Belgique.

## Chronologie

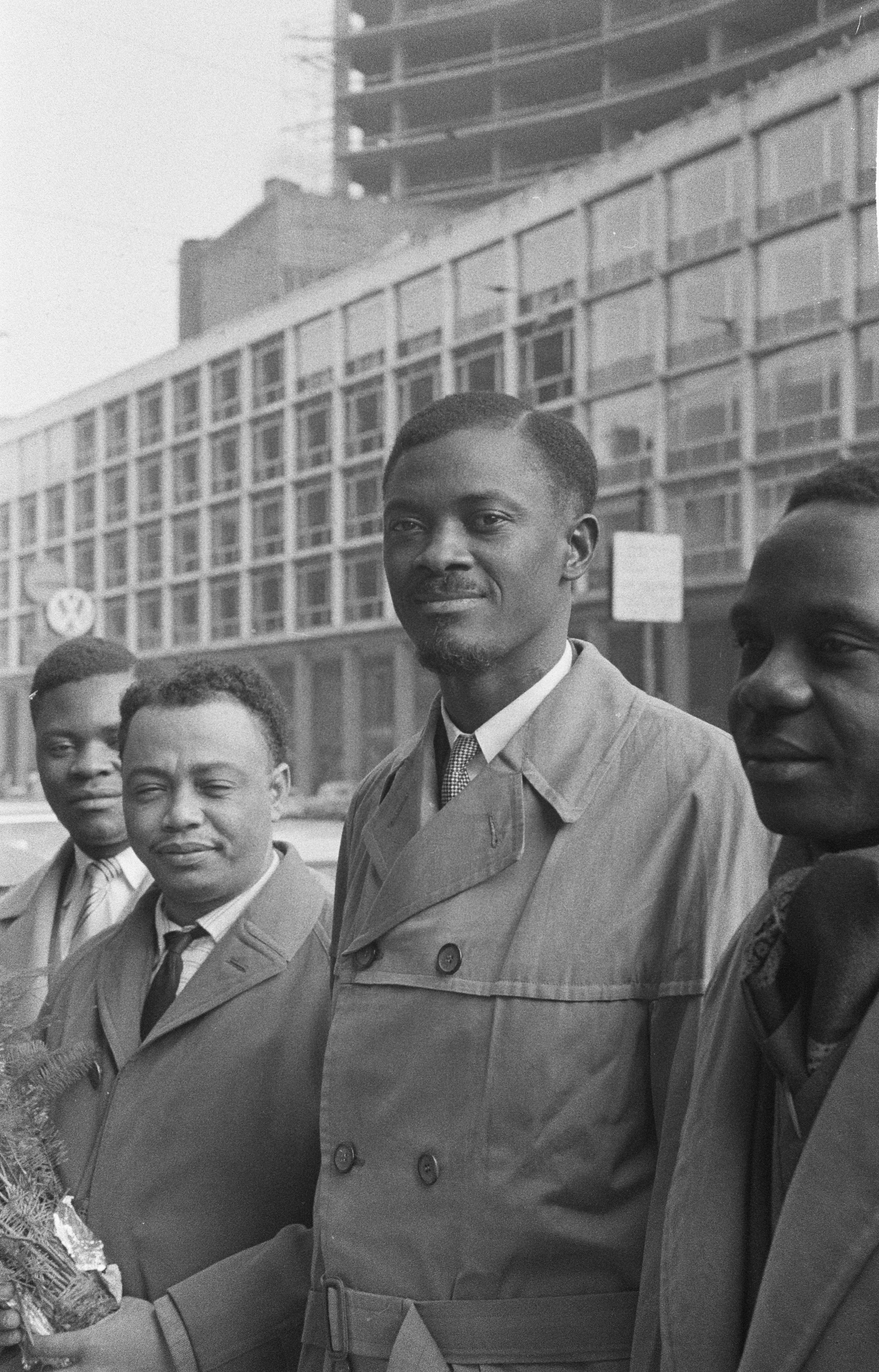
Patrice Lumumba à Bruxelles, le 26 janvier 1960.

- Du 20 janvier au 20 février : table ronde belgo-congolaise[1].
- Du 26 avril au 16 mai : table ronde belgo-congolaise.
- 11 mai : le patronat et les syndicats concluent un accord de programmation sociale[2].
- 18 mai : loi « organique des Instituts de la Radiodiffusion-Télévision belge ». L'Institut national de radiodiffusion est remplacé par la Belgische Radio en Televisie - Nederlandse Uitzendingen (BRT) et la Radiodiffusion-Télévision belge - Émissions françaises (RTB)[3].
- 30 juin : indépendance du Congo belge[4].
- 5 juillet : au Congo, des troupes de la Force publique se mutinent. Des agressions visent la population belge au Congo[5].
- 10 juillet : le gouvernement belge envoie des troupes au Congo, sans l'aval des autorités congolaises, ce qui provoque la rupture des relations diplomatiques entre les deux pays[5].
- 11 juillet : sécession du Katanga[6],[7].
- Du 6 au 9 août : le Roi Baudouin souhaite la création d'un gouvernement de techniciens qui remplacerait le gouvernement Gaston Eyskens III et reconnaîtrait l'indépendance du Katanga. Le projet n'aboutira pas[8].
- 8 août : sécession du Sud-Kasaï[9].
- 2 septembre : le Premier ministre Gaston Eyskens annonce la composition d'un gouvernement remanié et la préparation d'un projet de « loi unique »[10].
- 15 décembre : le Roi Baudouin épouse Fabiola de Mora y Aragón[11],[12].
- 20 décembre : début de la grève générale[13].

## Culture

### Bande dessinée
Albums parus en 1960 : 
- Aventures autour du monde d'Eddy Paape et Jean-Michel Charlier.
- Le Cachot sous la Seine de Sirius.
- L'Évasion des Dalton de Morris et Goscinny.
- La Flûte à six schtroumpfs de Peyo.
- Fort Red Stone de Jijé et Philip.
- Gaston d'André Franquin.
- Le Mauvais Œil de Jijé et Philip.
- Mission vers la vallée perdue de Jean-Michel Charlier et Victor Hubinon.
- Le Nid des marsupilamis d'André Franquin.
- Pavillons noirs de Marcel Remacle.
- Popaïne et vieux tableaux de Maurice Tillieux.
- Un prototype a disparu de Jean-Michel Charlier et Victor Hubinon.
- Ruée sur l'Oklahoma de Morris et Goscinny.
- Le Sire de Montrésor de Peyo.
- Timour contre Attila de Sirius.
- Tintin au Tibet d'Hergé.
- Top secret de Jean-Michel Charlier et Victor Hubinon.
- Le Trophée de Rochecombe de Mitacq et Jean-Michel Charlier.
- Le Vaisseau du Diable de Marcel Remacle.
- La Voiture immergée de Maurice Tillieux.
- Le Voyageur du Mésozoïque d'André Franquin.

### Cinéma
- Constantin Meunier, film documentaire de Paul Flon.
- Déjà s'envole la fleur maigre de Paul Meyer.
- Magritte, film documentaire de Luc de Heusch.
- Mariage royal, film documentaire de Lucien Deroisy.
- Si le vent te fait peur d'Émile Degelin.

### Littérature
- Prix Rossel : Victor Misrahi, Les Routes du Nord[14].
- Archipel de la sève, recueil de Robert Goffin[15].
- Le Divertissement portugais, roman de Suzanne Lilar[16].
- Le Flamand aux longues oreilles, roman de David Scheinert[17].
- La Flûte au verger, recueil de Maurice Carême[18].
- L'Homme aux dents d'or, roman d'Henri Vernes.
- L'Homme de proue, roman d'Henri Cornélus[19].
- Le Lit, roman de Dominique Rolin[20].

#### Romans policiers deGeorges Simenon
- Maigret aux assises.
- Maigret et les Vieillards.
- L'Ours en peluche.

### Musique
- Octobre 1960 : fondation de l'Orchestre philharmonique de Liège.

## Sciences
- Prix Francqui : Christian De Duve (biochimie, UCL)[21].

## Sports

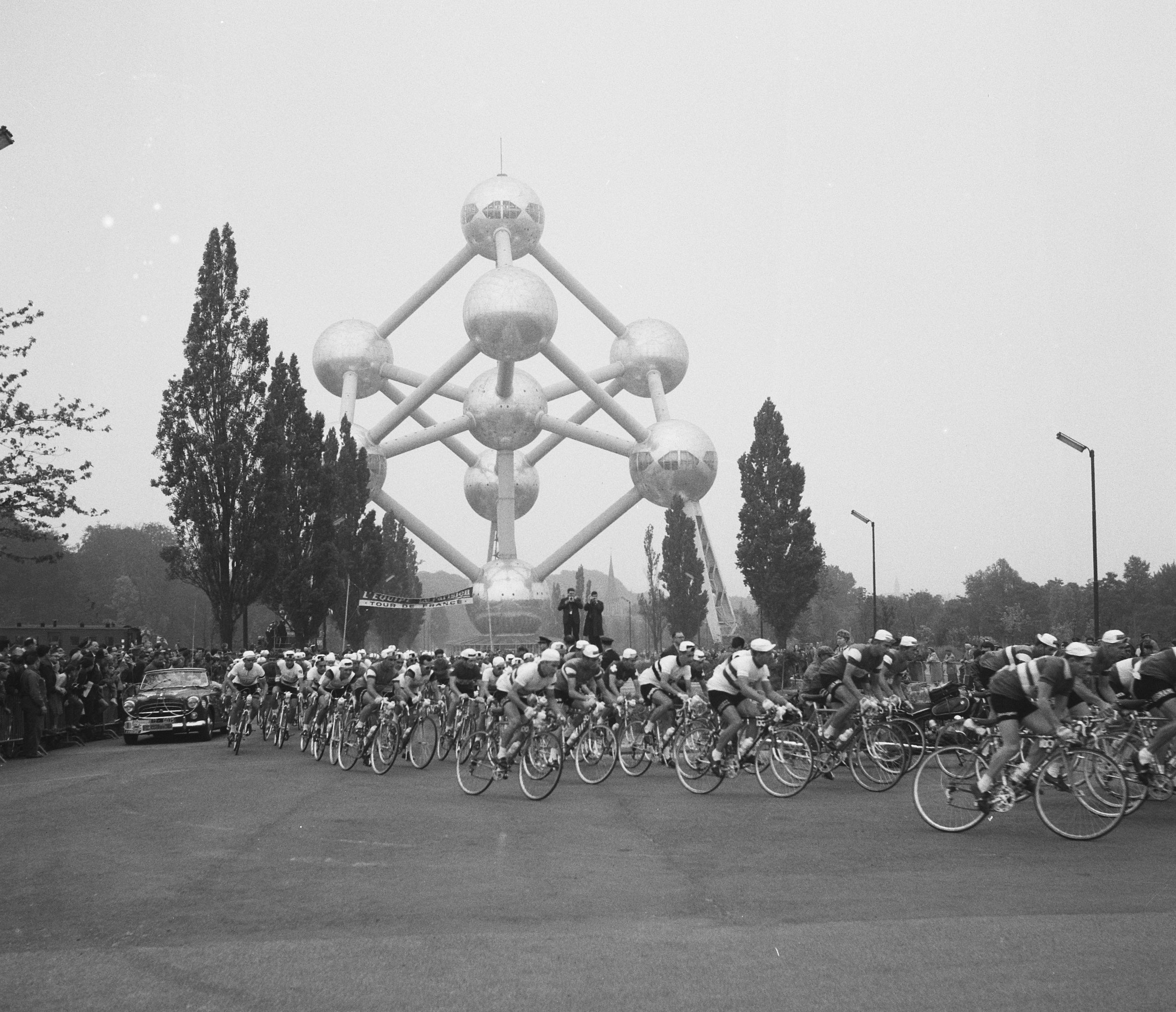
Le Tour de France de passage à Bruxelles, en juin 1960.

## Naissances
- 15 avril : Philippe, prince de Belgique.
- 11 juin : Anne Teresa De Keersmaeker, chorégraphe de danse contemporaine.
- 18 octobre : Jean-Claude Van Damme, acteur.
- 12 novembre : Maurane, chanteuse († 7 mai 2018).

## Décès
- 1er juin : Frans Smeers, peintre (° 28 janvier 1873).
- 2 août : Jules Lowie, coureur cycliste (° 6 octobre 1913).
- 13 octobre : Arthur Wauters, homme politique (° 12 août 1890).
- 30 novembre : Eugène Soudan, avocat, juriste et homme politique (° 4 décembre 1880).

## Statistiques
- Population totale au 1er janvier 1960 : 9 128 824 habitants[22].